# Partido de la Tierra
El Partido da Terra (MPT) (en español: Partido de la Tierra, anteriormente llamado Movimento O Partido da Terra) es un partido político portugués ecologista, fundado el 12 de agosto de 1993.
Entre 2005 y 2009, el partido tuvo dos diputados en la Asamblea de la República: Pedro Quartin Graça y Luís Carloto Marques, elegidos en las listas del  Partido Social Demócrata portugués, tras un acuerdo con el entonces líder, Pedro Santana Lopes. En las elecciones legislativas de Portugal de 2009, el Partido da Terra se presentó en coalición con el Partido Humanista obteniendo 12.405 votos (0,22%).
El Presidente del Comité Político es John Rosas Baker, elegidos por la VII Conferencia Política el 17 de diciembre de 2011 y el presidente de honor es Gonçalo Ribeiro Telles.

## Historia
Para las elecciones legislativas portuguesas de 2009, el MPT formaron una coalición con el Partido Humanista en la parte continental de Portugal que recibió el 0,22% de los votos. Incluyendo los votos del MPT en Azores y Madeira, donde se tuvieron su propia lista, llegaron al 0,28% a nivel nacional. Sin embargo, las elecciones locales de 2009 fueron un éxito en términos de número de personas elegidas, ya que el MPT ganó 2 concejales, 17 miembros asambleas municipales y 47 puestos de concejal de fregresia.

## Resultados electorales
| Año   | Votos     | %     | Escaños |
| ----- | --------- | ----- | ------- |
| 1995  | 8.235     | 0,14  | 0/230   |
| 1999  | 19.938    | 0,37  | 0/230   |
| 2002  | 15.540    | 0,28  | 0/230   |
| 2005a | 1.653.425 | 28,77 | 2/230   |
| 2009b | 12.405    | 0,22  | 0/230   |
| 2011  | 22.704    | 0,41  | 0/230   |
| 2015  | 22.596    | 0,42  | 0/230   |
| 2019  | 12.952    | 0,25  | 0/230   |
| 2022  | 7.571     | 0,14  | 0/230   |

a En las listas del Partido Social Demócrata.
b En coalición con el Partido Humanista.